# Mailingliste
Eine Mailingliste (englisch mailing list) bietet einer geschlossenen Gruppe von Menschen durch eine Vernetzung mit elektronischen Mitteln die Möglichkeit zum Nachrichtenaustausch per E-Mail. Dieser Nachrichtenaustausch ist innerhalb der Gruppe öffentlich. Besonders häufig sind Mailinglisten im Internet. Mailinglisten sind historisch die Urform von Newsgroups und Internetforen, für bestimmte Zwecke aber auch heute noch das Mittel der Wahl.
Mailinglisten werden zur multidirektionalen Kommunikation zwischen eher gleichberechtigten Teilnehmern eingesetzt. Der Unterschied zu Newslettern und Rundschreiben besteht darin, dass letztere eher einen unidirektionalen Verteiler von Nachrichten einer einzelnen Quelle darstellen. Graduelle Abweichungen von diesen Grundsätzen existieren, so dass die Übergänge zwischen Mailingliste und Newsletter fließend sind.

## Mailingliste per E-Mail
Die Mailingliste ist eine Liste von E-Mail-Adressen, die selbst eine E-Mail-Adresse hat. Auf diese Weise kann jedes Mitglied der Mailingliste allen anderen Mitgliedern eine Nachricht zukommen lassen, ohne sie einzeln adressieren und sogar ohne die E-Mail-Adressen kennen zu müssen. Hierzu leitet der Mail Transfer Agent eine an die Adresse der Mailingliste eingehende E-Mail weiter an alle Mitglieder der Mailingliste. Je nach Einstellungen der Mailingliste geschieht dies sofort nach dem Senden, nach Freigabe durch einen Moderator oder als regelmäßige, z. B. tägliche, Zusammenstellung (Digest).
Mailinglisten sind ein Internetstandard, deren automatisierte Verwendung beispielsweise im RFC 821 von 1982 definiert ist. Mail Transfer Agents werden durch den Befehl EXPN veranlasst, Adressen ihnen bekannter Mailinglisten in die Mitgliederadressen umzusetzen.

### An- und Abmelden
In der Regel muss sich ein Benutzer bei einer Mailingliste anmelden, um die dort verbreiteten Nachrichten zu erhalten oder um selbst Nachrichten an die Teilnehmer der Liste schicken zu dürfen. Für die Anmeldung selbst (englisch subscribe) werden sehr unterschiedliche Verfahren eingesetzt – von einem Eintrag per Hand nach formloser Beantragung bis hin zu voll automatisierten Verfahren mit Confirmed Opt-in. Ob sich ein Benutzer überhaupt anmelden darf, wird vom Administrator der Liste durch Konfiguration des Servers bestimmt.
Wie beim Anmelden gibt es auch beim Abmelden (engl. unsubscribe) eine Vielzahl an Verfahren. Häufig bekommt der Abonnent einer Mailingliste bei der Anmeldung automatisch eine Nachricht, in der beschrieben wird, wie er sich abmelden kann. Einige Listen schreiben diesen Hinweis auch automatisch in den Header der E-Mail oder unter jeden Beitrag, der über die Liste verteilt wird. In den meisten Fällen muss der Abonnent eine E-Mail mit einem Abmelde-Kommando an eine spezielle Adresse schicken, in einigen Fällen kann er sich auch über eine Webschnittstelle abmelden. Keinesfalls sollte ein Abonnent E-Mails mit der Bitte um Abmeldung an die Liste selbst schreiben, da dadurch die anderen Abonnenten unnötig belästigt werden.
Es existieren auch Listen, aus denen der Abonnent seine Adresse nicht oder nur sehr schwer wieder entfernen lassen kann.

### Lese- und Schreibrechte
Ob ein angemeldeter Benutzer lesen, schreiben oder beides darf, wird vom Administrator der Liste durch Konfiguration des Servers bestimmt. So finden sich z. B. Listen, die jeder lesen darf (über ein Web-Interface), in die aber nur angemeldete Benutzer auch schreiben dürfen. Manche Mailinglisten werden von einem Moderator betreut, der alle oder von bestimmten Teilnehmern eintreffende Mails begutachtet, bevor er die Weiterleitung freigibt.

### Web-Interface und Archiv
Im Gegensatz zum E-Mail-Verteiler verfügt eine Mailingliste über ein eigenes E-Mail-Postfach, in dem alle über die Mailingliste verschickten Nachrichten gespeichert werden. In der Regel kann über ein Web-Interface auf dieses E-Mail-Archiv zugegriffen werden. Auf diese Weise kann ein Mitglied der Mailingliste auch E-Mails lesen, die über die Mailingliste verschickt wurden, bevor es sich zur Mailingliste anmeldet.

### Missbrauch und Schutzmaßnahmen
Mailinglisten werden teilweise missbraucht, indem böswillige Dritte die E-Mail-Adresse eines Empfängers – ohne das Einverständnis des Empfängers – in verschiedene Listen eintragen, so dass dieser fortan regelmäßig unerwünschte E-Mails von dieser Liste erhält (sogenanntes List-Linking).
Das Problem kann vom Betreiber der Liste einfach vermieden werden, indem er ein Confirmed-Opt-in-Verfahren zur Anmeldung vorschreibt. Der Empfänger erhält nur eine Mail pro Liste, auf die er reagieren müsste, um zukünftig im Verteiler der Liste eingetragen zu sein, was er einfach unterlassen kann. Unfreiwillig eingetragene Empfänger brauchen sich also nicht abzumelden.
Deutlich aufwändiger für den Empfänger ist es, wenn der Listenbetreiber auf ein Opt-in verzichtet. In diesem Fall muss sich der Empfänger selbst aus allen Listen austragen bzw. von den Administratoren der Liste austragen lassen, was bei einigen unseriösen Betreibern nicht oder nur mit sehr großem Aufwand möglich ist. In beiden Fällen stellt dies eine ungemein lästige und vor allem zeitaufwändige Angelegenheit dar – zumal die Gefahr besteht, dass die Adresse des unfreiwilligen Empfängers erneut in diesen oder andere E-Mail-Verteiler eingetragen wird. Im Extremfall kann auf diesem Weg eine E-Mail-Adresse aufgrund des unerwünscht hohen Mailaufkommens weitgehend unbrauchbar werden.
Mailinglisten können auch von ordnungsgemäß angemeldeten Teilnehmern missbraucht werden, indem sie E-Mails mit rein werbendem Charakter (UCE), gegen die Netiquette verstoßendem oder themenfremdem Inhalt senden. Der Administrator kann solche Absender ermahnen und im Wiederholungsfall ausschließen oder ihren Status zunächst – sofern die Mailingsoftware diese Möglichkeit bietet – einzeln auf „moderiert“ schalten, also ihre E-Mails vor der Weiterleitung prüfen. (Allgemeineres zur Moderation findet man im Artikel Internetforum.) Manche Listen erlauben nur Umschaltung aller Teilnehmer auf diesen Modus. Das verursacht aber Arbeits- und Zeitaufwand für den Administrator, Verzögerungen bei der Zustellung (die dann meist „paketweise“ erfolgt und die Lebendigkeit von Diskussionen beeinträchtigt), und nicht zuletzt kann bei den Teilnehmern der Eindruck von Zensur entstehen.

### Vergleich mit Foren und Usenet-News
Mailinglisten sind vergleichbar mit Foren oder dem Usenet. Der Vorteil gegenüber einem Webforum ist, dass die Beiträge offline gelesen und geschrieben werden können. Ein Vorteil gegenüber dem Usenet ist, dass ein Listenserver (das Programm, das die Nachrichten weiterverteilt) viel einfacher einzurichten ist als eine Newsgroup im Usenet. Die meisten Internetnutzer besitzen als Teil ihres Webbrowsers ein Programm zum Lesen von News (Newsreader), kennen diese Möglichkeit aber nicht und können es auch nicht bedienen. Zusätzlich müssten sie über einen Usenet-Zugang verfügen (an Universitäten fast automatisch gegeben, sonst aber kaum) oder einen gegen Gebühr abonnieren.
Im Usenet ebenso wie auf Mailinglisten haben sich bestimmte Regeln für die Formatierung von Nachrichten eingebürgert. Eine Zusammenfassung von Regeln, deren Einhaltung zur besseren Lesbarkeit und zur Verständlichkeit des „Gesprächsverlaufs“ (Thread) beitragen, wird als Netiquette bezeichnet. Ein häufiger Verstoß gegen diese Netiquette ist das in Antworten überflüssige Verwenden von Vollzitaten oder das sogenannte Thread-Hijacking, wobei der Versender ein neues Thema als Antwort innerhalb eines laufenden Threads beginnt, anstatt mit einer neuen Mail einen neuen Thread zu starten.

### Programme
Häufig genutzte Mailinglistenprogramme:
- Majordomo
- GNU Mailman
- ezmlm/idx
- Sympa
- ecartis
- Lyris ListManager
- Listserv

Weitere Programme und Mailinglistenanbieter sind: Dada Mail, Dgroups, Email marketing software, Google Groups, GroupServer, Mailing list, Online consultation, Regroup, SmartList und squeeze page.

## Verschlüsselte Mailinglisten
Mittlerweile existieren einige Ansätze zur Verschlüsselung von Mailinglisten. Diese werden bisher jedoch nur von wenigen Mailinglistenanbietern unterstützt. Ein Beispiel für funktionierende Verschlüsselung ist Sympa, das hierfür zusammen mit S/MIME-Zertifikaten eingesetzt werden kann.